# Митрополія Реймс
Митрополія Реймс фр. Province ecclésiastique de Reims — митрополія римо-католицької церкви у Франції. Утворена в IV столітті. 1801 року ліквіднована і 1822 відновлена. Включає архідієцезію та 6 дієцезій. Головною святинею є Собор Богоматері у Реймсі